# 오지브웨이어

유럽인 접촉 이전의 오지브웨어 방언 분포

오지브웨어(Ojibwe, (/oʊˈdʒɪbweɪ/) 또는 오지브와어(Ojibwa, /oʊˈdʒɪbwə/)는 미국 원주민의 하나인 오지브웨족의 언어로, 알곤킨어족에 속한다. 오늘날 총 50,000명 가량의 화자가 존재하는 것으로 추정된다. 자기 명칭은 Anishinaabemowin이다.
지역에 따라 여러 특색적인 방언이 있었다. 알곤킨어 중 특히 포타와토미족이 쓰는 포타와토미어와 가까운 관계로 보인다. 오타와족이 쓰던 오타와어는 보통 오지브웨어의 방언으로 간주된다.
흔히 로마자로 표기되나 캐나다에서는 오지브웨어에 맞추어진 캐나다 원주민 음절문자 표기체계를 사용하기도 한다. 19세기에는 오지브웨족 등 알곤킨계 원주민들이 로마자의 형태에 착안한 특유의 독자적 문자체계를 만들어내기도 했었다.

## 같이 보기
- 오지브웨이족
- 알곤킨어족

1. ↑  Hammarström, Harald; Forkel, Robert; Haspelmath, Martin; Bank, Sebastian, 편집. (2023). 〈Ojibwa〉. 《Glottolog 4.8》. Jena, Germany: Max Planck Institute for the Science of Human History.